# PBK Akademik
PBK Akademik (Bulgaars: ПБК Академик) is een professionele basketbalvereniging uit Sofia, Bulgarije.

## Geschiendenis
Lukoil Akademik is veruit de meest dominante club in het Bulgaarse basketbal. De club werd opgericht in 1947 en werd al snel een solide club in Bulgarije en later ook in Europa. In 1958 en 1959 bereikte het de finale van de EuroLeague, maar wist daarin beide keren niet te winnen van SKA Riga. In de periode 1957-1976 wist Akademik twaalf landstitels te veroveren. Daarna verdween de club een behoorlijke periode van het nationale en internationale niveau, totdat het Russische LUKoil zich aandiende als hoofdsponsor. In 2002 bereikte Lukoil Akademik de finale van de Bulgaarse kampioenschappen en wist het de Bulgaarse beker te winnen, wat de eerste prijs in 26 jaar tijd betekende.
Vanaf dat moment was de club weer helemaal terug en domineerde het het Bulgaarse basketbal eens te meer. In 2003 en 2004 werd zowel de Bulgaarse beker als de landstitel gewonnen. Het succes breidde zich uit via de ULEB Cup. Tegen alle verwachtingen in bereikte Akademik in 2003 de knock-outfase. Met snel combinatiespel versloeg het team gevestigde namen als Olimpia Milano en Real Madrid. Uiteindelijk verloor Lukoil van Lietuvos Rytas Vilnius. In 2004 deed de club wederom mee aan de ULEB Cup. Opnieuw werd de knock-outfase behaald ondanks een groep met daarin enkele hoog ingeschatte teams. Dit keer werd de club uitgeschakeld door Spirou Charleroi.